# 45 (nombre)
« Quarante-cinq » redirige ici. Pour les autres significations, voir 45 (homonymie).
Le nombre 45 (quarante-cinq) est l'entier naturel qui suit 44 et qui précède 46.

## En mathématiques
Le nombre 45 est:
- un nombre composé deux fois brésilien car 45 = 558 = 3314,
- le 9e nombre triangulaire — somme des entiers de 1 (ou 0) à 9 — donc le 5e nombre hexagonal,
- le 3e nombre 16-gonal,
- un nombre de Kaprekar,
- un nombre Harshad.

## Dans d'autres domaines
Le nombre 45 est aussi :
- Le numéro atomique du rhodium, un  platinoïdes léger.
- le numéro de la sourate Al-Jathiya dans le Coran.
- L'indicatif téléphonique international pour appeler le Danemark.
- le nombre d'années de mariage pour les noces de vermeil.
- Le numéro du département français du Loiret.
- Années historiques : -45, 45 ou 1945.
- En histoire, il est associé à la Seconde Guerre mondiale (39-45).
- Ligne 45  des réseaux ferrés.